# 杉山虎之助
杉山 虎之助（すぎやま とらのすけ、1904年1月12日 - 1966年11月20日）は、日本の実業家。元中部日本新聞社代表取締役社長。

## 来歴
名古屋市出身。1921年（大正10年）に開成中学校を卒業し、1924年（大正13年）に新愛知新聞社へ入社した。1942年（昭和17年）、新愛知が戦時下の新聞統制を受けて競合紙の名古屋新聞と合併することになり、新会社となる中部日本新聞社の創立委員に就任。中部日本新聞社の発足後は、工務局長、編集局長を経て1945年（昭和20年）11月、戦争協力への責任を理由に辞任した大島一郎の後を受けて代表取締役社長となる。
社長在職時は中部日本新聞の僚紙として名古屋タイムズや中部経済新聞を創刊、民間放送の中部日本放送 (CBC) 設立に携わり、CBCでは取締役・参与に名を連ねた。一方で人事面においては自身と同じ新愛知出身者を重用したことにより名古屋新聞出身者から不興を買っていたとも言われ、1952年（昭和27年）に元社員が杉山の側近とされる役員を横領容疑で名古屋地検に告訴する不祥事に見舞われる。検察の捜査では当該役員と広告局長が共謀して広告費の水増し請求を行っていた容疑で逮捕されたが、他社報道により杉山自身も事件に関与していた疑惑が取り上げられたことで動転し、前社長の大島一郎に促される形で記者会見を開いて「自らの責任で全額を弁済して社長を辞任する」と発表、後任の社長には編集局長で名古屋新聞出身の与良ヱが起用された。結果的に自身は不起訴となったものの、不本意な形で社を追われた杉山に対しては名古屋財界から同情する声も多く1953年（昭和28年）に開業した名古屋スポーツセンターの社長に迎えられた他、名古屋地下街社長を歴任している。
1966年（昭和41年）11月20日、心臓麻痺のため死去。享年63（満62歳没）。

## エピソード

### 中日ドラゴンズの名付け親
杉山は1946年（昭和21年）から1949年（昭和24年）まで、中部日本新聞社長と中日ドラゴンズの球団オーナーを兼務していた。
新愛知新聞社傘下で発足した職業野球チームの名古屋軍→産業軍は戦中戦後に大島一郎が自己資金を投じて組織を維持していたが、戦後にリーグ戦が再開されるに当たって新愛知の後身となる中部日本新聞社が球団経営に復帰する。新愛知出身の杉山が大島の後任で中部日本球団のオーナー職に在った1947年（昭和22年）のシーズン開幕前、各球団はメジャーリーグに倣って愛称を付けることになったが、球団OBの杉下茂によれば杉山は最初に自分の名前「虎之助」から「タイガース」という名称を社内で提案した。しかしながら「その名称は阪神が戦前から使用している」として却下されたため、第二案として自身が「明治37年の辰年生まれだから」と言う理由で「ドラゴンズ」を提示し、この名称が採用されて現在に至っている。

### 木村十四世名人の将棋盤
1949年4月8日に豊川稲荷で行われた将棋の第8期名人戦第2局で十四世名人の木村義雄が塚田正夫と対局した時の将棋盤と駒一式を、対局後に木村から譲り受けた。
杉山が木村から譲り受けた将棋盤と駒は没後も杉山家に保管されていたが、2010年代に木村から見て4代後の弟子筋に当たる藤井聡太の活躍を受けて遺族が中日スポーツ編集部へ取り扱いを相談する。関係者らを交えて協議した結果、かつて対局が行われた豊川稲荷へ奉納されることになり、2021年（令和3年）11月17日に杉本昌隆七段（当時）、山脇実豊川市長らの臨席で奉納式が行われた。